# Насич, Сандра
Са́ндра На́сич (хорв. Sandra Nasić; род. 25 мая 1976, Гёттинген, Нижняя Саксония, Германия) — немецкая певица и автор песен хорватского происхождения. Наиболее известна как вокалистка альтернативной рок-группы Guano Apes.

## Начало карьеры
Родилась в семье эмигрантов из Хорватии. После окончания школы Сандра планировала обучаться живописи. С участниками Guano Apes Сандру познакомил её друг, который хотел узнать их мнение о ней как о вокалистке, чтобы потом взять её в свою группу. Но с подачи Хенинга (Henning Ruemenapp — гитарист Guano Apes) Сандру переманили. Guano Apes прошли долгий путь от игры в барах и дискотеках до статуса группы первой величины в таких странах как Германия, Португалия, Нидерланды, Хорватия, Польша.
В 2001 году Сандра получила награду EinsLive Krone (1Live — немецкая радиостанция) как лучшая певица.
В 2002 году Сандра Насич участвовала в качестве вокалистки при записи сингла «Path» группы Apocalyptica.
После того как закончилось прощальное турне Guano Apes в поддержку их сборника лучших песен Planet of the Apes в феврале 2005, Сандра сообщила, что собирается заняться сольной карьерой и подписала договор с рок-лейблом GUN Records, на котором были изданы все альбомы Guano Apes. Выход альбома, который был назван The Signal состоялся в конце 2007 года. Альбом вышел в трёх версиях: Standart version, Limited edition, iTunes version. Последние две включают в себя различные бонусные аудио-треки и видеоклипы.

## Дискография

### Альбомы

#### Guano Apes
- 1997 — Proud Like a God
- 2000 — Don’t Give Me Names
- 2003 — Walking on a Thin Line
- 2003 — Live (концертный альбом)
- 2004 — Planet of the Apes (сборник)
- 2006 — Lost (T)apes (сборник)
- 2011 — Bel Air
- 2014 — Offline

#### Сольная карьера
- 2007 — The Signal
- 2015 — группа Carpark North — песня — 32

##### Синглы
- 2007 — «Fever»